# Божимін
Божимін (пол. Borzymin, нім. Bören) — село в Польщі, у гміні Рипін Рипінського повіту Куявсько-Поморського воєводства.
Населення — 370 осіб (2011).
У 1975-1998 роках село належало до Влоцлавського воєводства.

## Демографія
Демографічна структура станом на 31 березня 2011 року:
|          | Загалом | Допрацездатний вік | Працездатний вік | Постпрацездатний вік |
| -------- | ------- | ------------------ | ---------------- | -------------------- |
| Чоловіки | 183     | 43                 | 113              | 27                   |
| Жінки    | 187     | 41                 | 105              | 41                   |
| Разом    | 370     | 84                 | 218              | 68                   |